# Club Balonmano Huesca/Statistik
Dies ist ein Unterartikel zu Club Balonmano Huesca und enthält Statistiken und Kader zu diesem spanischen Handballverein.

## Spielzeiten

### 2025/2026
Die Mannschaft spielt in der im Sommer 2025 beginnenden Saison 2025/2026 der 1. Liga.
Team:
- Tor: Fradj Ben Tekaya, Pablo Casterad Granada,[2] Gábor Décsi,[3]
- Außen: Daniel Pérez Bravo, Ian Pedro Moya,[4] Alfonso Rodríguez Lario,[5] Carlos Pérez Muñoz[6]
- Rückraum: Bruno García Berardi (10 Spiele, kein Tor),[7] Frank Enrique Cordiés Castillo,[8] Carlos Molina (5 Spiele, 4 Tore),[9] Draško Nenadić (13 Spiele, 12 Tore),[10] Óscar García Sánchez,[11] Ignacio Suárez,[12] Samuel Alejandro Cordiés Castillo,[13] Rafael Paulo,[14] Meris Bošnjak[15]
- Kreis: Fabrício de Souza,[16] Lorenzo Nasarre,[17] Artur Parera[18]
- Trainer: José Nolasco Menargues
- Zugänge: Fradj Ben Tekaya (BM Puente Genil), Daniel Pérez Bravo (BM Nava)
- Abgänge: Miguel Malo Pueyo (BM Burgos), Adrià Pérez Martínez (Karriereende), Daniel Arguillas Álvarez (BM Ciudad Encantada), Henrique Selicani Teixeira, Javier Borragán Fernández, Nil Guiteras Canal, Juan Cánovas Nuñez

### 2024/2025
In der Saison 2024/2025 der 1. Liga belegte der unter dem Namen Bada Huesca antretende Verein den 13. Platz mit 20 Punkten aus neun Siegen und zwei Unentschieden bei einem Torverhältnis von 866:917. Bester Torwerfer war Miguel Malo (170 Tore).
In der Copa del Rey der Saison schied der Verein im Halbfinale gegen den FC Barcelona aus.
- Tor: Pablo Casterad Granada (3 Spiele, eine Parade),[2] Gábor Décsi (29 Spiele, 127 Paraden, ein Tor),[3] Daniel Arguillas Álvarez (24 Spiele, 214 Paraden, 3 Tore),[19] Nil Guiteras Canal (4 Spiele, 2 Paraden)[20]
- Außen: Adrià Pérez Martínez (29 Spiele, 59 Tore),[21] Ian Pedro Moya (29 Spiele, 35 Tore),[4] Alfonso Rodríguez Lario (ein Spiel, kein Tor),[22] Carlos Pérez Muñoz (26 Spiele, 62 Tore),[6] Álvaro Acosta Clavero (10 Spiele, kein Tor)[23]
- Rückraum: Henrique Selicani Teixeira (3 Spiele, kein Tor),[24] Juan Cánovas Nuñez (9 Spiele, ein Tor),[25] Óscar García Sánchez (23 Spiele, 35 Tore),[11] Ignacio Suárez (30 Spiele, 87 Tore),[12] Rafael Paulo (30 Spiele, 85 Tore),[14] Frank Enrique Cordiés Castillo (26 Spiele, 89 Tore),[8] Miguel Malo Pueyo (30 Spiele, 170 Tore),[26] Meris Bošnjak (9 Spiele, 12 Tore),[15] Samuel Alejandro Cordiés Castillo (30 Spiele, 19 Tore),[13] Carlos Molina (5 Spiele, 4 Tore),[9] Draško Nenadić (13 Spiele, 12 Tore),[10] Javier Borragán Fernández (15 Spiele, 79 Tore),[27] Bruno García Berardi (10 Spiele, kein Tor)[7]
- Kreis: Lorenzo Nasarre (15 Spiele, kein Tor),[17] Rodrigo Benites (30 Spiele, 58 Tore),[28] Artur Parera (30 Spiele, 104 Tore),[18] Fabrício de Souza (15 Spiele, 2 Tore)[16]
- Trainer: José Nolasco
- Zugänge: Artur Parera (Fertiberia Puerto Sagunto), Henrique Selicani Teixeira (Rebi Balonmano Cuenca), Rafael Paulo (BM Zamora), Gábor Décsi (Club Cisne), Alfonso Rodríguez Lario (BM Montequinto), Meris Bošnjak (RK Struga), Lorenzo Nazarre (2. Mannschaft), Carlos Molina (vereinslos),[29] Bruno García Berardi (BM Alcobendas, ab Oktober 2024), Fabrício de Souza (Praia Clube, Dezember 2024), Draško Nenadić (RK Roter Stern Belgrad, ab Januar 2025), Javier Borragán Fernández (vereinslos, Januar 2025), Nil Guiteras Canal (Atlético Novás, ab Mai 2025)
- Abgänge: Gerard Carmona Agustin (Karriereende),[30] Diogenes Cruz Junior (Karriereende),[30] Leonardo Terçariol[30] (Bathco BM Torrelavega), Domingo Luís Mosquera[30] (Ángel Ximénez Puente Genil), Danylo Osadchyi[30] (GRK Tikveš), Janek Guček[30] (RK Trimo Trebnje), José Florís (US Ivry Handball), Rodrigo Benites Quost (Ademar León, Oktober 2024)

### 2023/2024
Die Saison 2023/2024 der 1. beendete die unter dem Namen Bada Huesca antretende Mannschaft auf dem 8. Platz mit 30 Punkten aus 13 Siegen und vier Unentschieden bei 13 Niederlagen und miit einem Torverhältnis von 909:948. Die Heimspiele des Vereins in der Liga wurden von durchschnittlich 1.637 Zuschauern besucht.
Das Team schied in der Copa del Rey in der ersten Runde im Oktober 2023 nach einem 27:29 beim Zweitligisten Fundación Agustinos Alicante aus.
- Tor: Pablo Casterad (7 Spiele, 5 Paraden),[2] Leo Vial Tercariol (25 Spiele, 174 Paraden, 5 Tore),[32] Daniel Arguillas (30 Spiele, 175 Paraden, 3 Tore),[19] Gábor Décsi jr.
- Außen: Álvaro Acosta Clavero (12 Spiele, kein Tor),[23] Adrià Perez (30 Spiele, 89 Tore),[21] Ian Moya (29 Spiele, 44 Tore),[4] Carlos Pérez Muñoz (16 Spiele, 25 Tore),[6] Gerard Carmona (23 Spiele, 58 Tore)[33]
- Rückraum: Óscar García (28 Spiele, 32 Tore),[11] Janez Guček (30 Spiele, 9 Tore),[34] Frank Cordies (30 Spiele, 112 Tore),[8] José Florís (26 Spiele, 19 Tore),[35] Ignacio Suárez (19 Spiele, 45 Tore),[12] Diogenes Cruz (26 Spiele, 102 Tore),[36] Miguel Malo (29 Spiele, 119 Tore),[26] Domingo Luis (30 Spiele, 142 Tore),[37] Fran Rubio (3 Spiele, kein Tor),[38] Samuel Cordies (26 Spiele, 4 Tore),[13] Juan Cánovas (6 Spiele, kein Tor)[25]
- Kreis: Danylo Osadchyi (30 Spiele, 10 Tore),[39] Rodrigo Benites (30 Spiele, 149 Tore)[28]
- Trainer: José Nolasco
- Zugänge: Óscar García (Blendio Sinfín),[40] Danylo Osadchyi (HK Motor Saporischschja), Carlos Pérez Muñoz (BM Guadalajara), Samuel Cordies (Balonmano Granma),[41] Gábor Décsi jr. (Győri ETO KC II, Januar 2024)[42]
- Abgänge: Pere Arnau, Rudolph Hackbarth (Rebi Balonmano Cuenca), Iván Montoya (Fraikin BM Granollers)

### 2022/2023
In der Spielzeit 2022/2023 der 1. Liga kam der Verein auf den 11. Platz mit 23 Punkten aus neun Siegen und fünf Unentschieden bei 16 Niiederlagen und mit einem Torverhältnis von 919:937. Die Heimspiele in der Liga Asobal wurden von insgesamt 13.199 Zuschauern besucht, das war eine Abnahme von neun Prozent. (Durchschnitt: 1.463).
- Tor: Pablo Casterad (12 Spiele, 4 Paraden),[2] Leo Vial Tercariol (24 Spiele, 154 Paraden, 4 Tore),[32] Daniel Arguillas (29 Spiele, 206 Paraden, 4 Tore)[19]
- Außen: Adrià Perez (28 Spiele, 72 Tore),[21] Ian Moya (25 Spiele, 21 Tore),[4] Janez Guček (30 Spiele, 24 Tore),[34]
- Rückraum: Frank Cordies (28 Spiele, 67 Tore),[8] José Florís (30 Spiele, 8 Tore),[35] Ignacio Suárez (30 Spiele, 80 Tore),[12] Diogenes Cruz (28 Spiele, 79 Tore),[36] Miguel Malo (28 Spiele, 74 Tore),[26] Domingo Luis (26 Spiele, 74 Tore),[37] Pere Arnau, Fran Rubio (8 Spiele, kein Tor),[38] Gerard Carmona (16 Spiele, 39 Tore),[33] Rudolph Hackbarth (30 Spiele, 116 Tore),[44] Iván Montoya (22 Spiele, 108 Tore)[45]
- Kreis: Rodrigo Benites (30 Spiele, 66 Tore),[28] Ángel Calvo (2 Spiele, kein Tor)[46]
- Trainer: José Nolasco
- Zugänge: Leo Vial Tercariol (BM Logroño La Rioja), Ignacio Suárez (BM Burgas), Diógenes Cruz Júnior (Blendio Sinfin), Frank Cordies (BM Alarcos)
- Abgänge: Sergio Pérez Manzanares (Saint-Raphaël Var Handball), Álex Marcelo, João Pinto (Helvetia Anaitasuna), Asier Nieto (Bidasoa Irun), César Almeida (Nancy Métropole HB), Miguel Gomes (Polisportiva Cingoli)